# Монтис-Кларус-ди-Гояс
Монтис-Кларус-ди-Гояс (порт. Montes Claros de Goiás) — муниципалитет в Бразилии, входит в штат Гояс. Составная часть мезорегиона Северо-запад штата Гойас. Входит в экономико-статистический микрорегион Арагарсас. Население составляет 7652 человека на 2006 год. Занимает площадь 2899,177 км². Плотность населения — 2,6 чел./км².

## Статистика
- Валовой внутренний продукт на 2003 год составляет 70 014 690,00 реалов (данные: Бразильский институт географии и статистики).
- Валовой внутренний продукт на душу населения на 2003 год составляет 8968,19 реалов (данные: Бразильский институт географии и статистики).
- Индекс развития человеческого потенциала на 2000 год составляет 0,750 (данные: Программа развития ООН).